# Alexander Gerndt
Alexander Clas Robin Gerndt (Visby, 14 luglio 1986) è un allenatore di calcio ed ex calciatore svedese, di ruolo attaccante, vice allenatore del Lugano II.

## Carriera

### Club
Dopo aver debuttato nella terza serie nazionale con il Visby Gute, il club in cui è anche cresciuto, Gerndt è stato prelevato dall'AIK con un contratto triennale valido a partire dal gennaio 2007. In nerogiallo ha disputato cinque partite dell'Allsvenskan 2007, poi l'anno successivo ha iniziato la stagione in Superettan al Sirius.
Il prestito al Sirius si è interrotto nel momento in cui il Gefle ha rilevato Gerndt a titolo definitivo nell'estate 2008. Il suo inizio al nuovo club non è stato esaltante, tanto che nella rimanente parte dell'Allsvenskan 2008 egli non è mai andato a segno. Nel 2009 ha segnato tre reti in 26 partite di campionato, ma la sua esplosione è avvenuta nel corso dell'Allsvenskan 2010 quando si è laureato capocannoniere con 20 reti all'attivo. Di queste, alcune sono state siglate con la maglia del Gefle (8 reti in 14 partite) ed altre con quella dell'Helsingborg (12 reti in 15 partite), visto che la società rossoblu lo aveva acquistato a stagione in corso con un contratto di tre anni e mezzo. A fine stagione, egli è stato nominato giocatore dell'anno del campionato svedese.
Nel 2011, in poco più di metà stagione che egli ha disputato prima di essere ceduto, Gerndt ha prodotto 7 reti in 16 presenze: esse hanno in parte contribuito al raggiungimento del titolo nazionale che l'Helsingborg si è assicurato a fine campionato, pochi mesi dopo la sua partenza.
Nel frattempo, dopo essere stato in trattative con il Copenaghen, nel luglio del 2011 Gerndt ha lasciato la squadra poiché ceduto agli olandesi dell'Utrecht, in quella che è stata descritta dai dirigenti dell'Helsingborg come la cessione più remunerativa nella storia del club (la cifra non è stata ufficialmente riportata, ma i media hanno parlato di tre milioni di euro). Nella formazione olandese, ha preso il posto di Ricky van Wolfswinkel, che era stato da poco ceduto. Gerndt è rimasto in biancorosso per circa un anno e mezzo, dal luglio del 2011 al gennaio del 2013, realizzando complessivamente 13 gol in 41 partite di Eredivisie.
Il 31 gennaio 2013, nell'ultimo giorno della sessione invernale di mercato, è stato acquistato dagli svizzeri dello Young Boys, che lo hanno rilevato per circa due milioni di euro. Con la maglia dei gialloneri di Berna ha segnato 26 reti in 98 partite di campionato giocate nell'arco di quattro stagioni e mezzo, in cui talvolta è rimasto fuori causa per via di infortuni.
Il 2 agosto 2017 ha firmato un contratto biennale con il Lugano, altra squadra della Super League svizzera. Nel febbraio del 2019 ha rinnovato fino all'estate del 2021. Dopo le quattro stagioni trascorse nelle file della compagine ticinese, nel luglio del 2021 è sceso nella seconda serie svizzera, essendosi accasato a parametro zero al Thun con un contratto annuale con un'opzione per una seconda stagione.

### Nazionale
Tra il 2010 ed il 2013 ha totalizzato complessivamente 10 presenze e 2 reti con la maglia della nazionale svedese.

## Statistiche
Statistiche aggiornate al 5 settembre 2020.
| Stagione           | Squadra            | Campionato         | Campionato | Campionato | Coppe nazionali | Coppe nazionali | Coppe nazionali | Coppe continentali | Coppe continentali | Coppe continentali | Altre coppe | Altre coppe | Altre coppe | Totale | Totale |
| Stagione           | Squadra            | Comp               | Pres       | Reti       | Comp            | Pres            | Reti            | Comp               | Pres               | Reti               | Comp        | Pres        | Reti        | Pres   | Reti   |
| ------------------ | ------------------ | ------------------ | ---------- | ---------- | --------------- | --------------- | --------------- | ------------------ | ------------------ | ------------------ | ----------- | ----------- | ----------- | ------ | ------ |
| 2007               | AIK                | A                  | 5          | 0          | CS              | 0               | 0               | -                  | -                  | -                  | -           | -           | -           | 25     | 3      |
| 2008               | IK Sirius          | S                  | 7          | 4          | -               | -               | -               | -                  | -                  | -                  | -           | -           | -           | 7      | 4      |
| 2008               | Gefle IF           | A                  | 8          | 0          | -               | -               | -               | -                  | -                  | -                  | -           | -           | -           | 8      | 0      |
| 2009               | Gefle IF           | A                  | 26         | 3          | CS              | 3               | 0               | -                  | -                  | -                  | -           | -           | -           | 29     | 3      |
| 2010               | Gefle IF           | A                  | 14         | 8          | CS              | 3               | 1               | -                  | -                  | -                  | -           | -           | -           | 17     | 9      |
| Totale Gefle       | Totale Gefle       | Totale Gefle       | 48         | 11         |                 | 6               | 1               |                    | -                  | -                  |             |             |             | 54     | 12     |
| 2010               | Helsingborg        | A                  | 15         | 12         | CS              | 2               | 0               | -                  | -                  | -                  | -           | -           | -           | 17     | 12     |
| 2011               | Helsingborg        | A                  | 16         | 7          | CS              | 2               | 2               | UEL                | 3                  | 2                  | SC          | 1           | 0           | 22     | 11     |
| Totale Helsingborg | Totale Helsingborg | Totale Helsingborg | 31         | 19         |                 | 4               | 2               |                    | 3                  | 2                  |             | 1           | 0           | 39     | 23     |
| 2011-2012          | Utrecht            | E                  | 23         | 7          | CO              | 1               | 0               | UEL                | 1                  | 0                  | -           | -           | -           | 25     | 7      |
| 2012-2013          | Utrecht            | E                  | 17         | 6          | CO              | 0               | 0               | -                  | -                  | -                  | -           | -           | -           | 17     | 6      |
| Totale Utrecht     | Totale Utrecht     | Totale Utrecht     | 40         | 13         |                 | 1               | 0               |                    | 1                  | 0                  |             |             |             | 42     | 13     |
| gen. 2013          | Young Boys         | SL                 | 16         | 2          | -               | -               | -               | -                  | -                  | -                  | -           | -           | -           | 16     | 2      |
| 2013-2014          | Young Boys         | SL                 | 19         | 5          | CS              | 3               | 1               | -                  | -                  | -                  | -           | -           | -           | 22     | 6      |
| 2014-2015          | Young Boys         | SL                 | 18         | 5          | CS              | 0               | 0               | UEL                | 2                  | 0                  | -           | -           | -           | 20     | 5      |
| 2015-2016          | Young Boys         | SL                 | 29         | 12         | CS              | 2               | 3               | UCL+UEL            | 0+0                | 0+0                | -           | -           | -           | 31     | 15     |
| 2016-2017          | Young Boys         | SL                 | 16         | 2          | CS              | 0               | 0               | UCL+UEL            | 1+2                | 0+0                | -           | -           | -           | 20     | 2      |
| Totale Young Boys  | Totale Young Boys  | Totale Young Boys  | 98         | 26         |                 | 5               | 4               |                    | 5                  | 0                  |             | -           | -           | 108    | 30     |
| 2017-2018          | Lugano             | SL                 | 32         | 7          | CS              | 3               | 1               | UEL                | 5                  | 1                  | -           | -           | -           | 40     | 9      |
| 2018-2019          | Lugano             | SL                 | 32         | 9          | CS              | 4               | 2               | -                  | -                  | -                  | -           | -           | -           | 36     | 11     |
| 2019-2020          | Lugano             | SL                 | 25         | 6          | CS              | 1               | 1               | UEL                | 3                  | 1                  | -           | -           | -           | 29     | 8      |
| Totale Lugano      | Totale Lugano      | Totale Lugano      | 89         | 22         |                 | 8               | 4               |                    | 8                  | 2                  |             | -           | -           | 105    | 28     |
| Totale carriera    | Totale carriera    | Totale carriera    | 276        | 84         |                 | 21              | 9               |                    | 17                 | 4                  |             | 1           | 0           | 315    | 97     |

### Cronologia presenze e reti in nazionale
| Cronologia completa delle presenze e delle reti in nazionale ― Svezia | Cronologia completa delle presenze e delle reti in nazionale ― Svezia | Cronologia completa delle presenze e delle reti in nazionale ― Svezia | Cronologia completa delle presenze e delle reti in nazionale ― Svezia | Cronologia completa delle presenze e delle reti in nazionale ― Svezia | Cronologia completa delle presenze e delle reti in nazionale ― Svezia | Cronologia completa delle presenze e delle reti in nazionale ― Svezia | Cronologia completa delle presenze e delle reti in nazionale ― Svezia |
| Data                                                                  | Città                                                                 | In casa                                                               | Risultato                                                             | Ospiti                                                                | Competizione                                                          | Reti                                                                  | Note                                                                  |
| --------------------------------------------------------------------- | --------------------------------------------------------------------- | --------------------------------------------------------------------- | --------------------------------------------------------------------- | --------------------------------------------------------------------- | --------------------------------------------------------------------- | --------------------------------------------------------------------- | --------------------------------------------------------------------- |
| 17-11-2010                                                            | Göteborg                                                              | Svezia                                                                | 0 – 0                                                                 | Germania                                                              | Amichevole                                                            | -                                                                     | 88’                                                                   |
| 19-1-2011                                                             | Città del Capo                                                        | Botswana                                                              | 1 – 2                                                                 | Svezia                                                                | Amichevole                                                            | 1                                                                     | 82’                                                                   |
| 22-1-2011                                                             | Nelspruit                                                             | Sudafrica                                                             | 1 – 1                                                                 | Svezia                                                                | Amichevole                                                            | -                                                                     | 63’                                                                   |
| 8-2-2011                                                              | Nicosia                                                               | Cipro                                                                 | 0 – 2                                                                 | Svezia                                                                | Amichevole                                                            | -                                                                     | 66’                                                                   |
| 29-3-2011                                                             | Solna                                                                 | Svezia                                                                | 2 – 1                                                                 | Moldavia                                                              | Qual. Euro 2012                                                       | -                                                                     | 89’                                                                   |
| 3-6-2011                                                              | Chișinău                                                              | Moldavia                                                              | 1 – 4                                                                 | Svezia                                                                | Qual. Euro 2012                                                       | 1                                                                     | 76’                                                                   |
| 10-8-2011                                                             | Charkiv                                                               | Ucraina                                                               | 0 – 1                                                                 | Svezia                                                                | Amichevole                                                            | -                                                                     | 62’                                                                   |
| 11-11-2011                                                            | Copenaghen                                                            | Danimarca                                                             | 2 – 0                                                                 | Svezia                                                                | Amichevole                                                            | -                                                                     | 64’                                                                   |
| 15-11-2013                                                            | Lisbona                                                               | Portogallo                                                            | 1 – 0                                                                 | Svezia                                                                | Qual. Mondiali 2014                                                   | -                                                                     | 88’                                                                   |
| 19-11-2013                                                            | Solna                                                                 | Svezia                                                                | 2 – 3                                                                 | Portogallo                                                            | Qual. Mondiali 2014                                                   | -                                                                     | 90’                                                                   |
| Totale                                                                |                                                                       | Presenze                                                              | 10                                                                    |                                                                       | Reti                                                                  | 2                                                                     |                                                                       |

## Palmarès

### Club
- Supercoppa di Svezia: 1

Helsingborg: 2011
- Coppa di Svezia:2

Helsingborg: 2010, 2011
- Allsvenskan:1

Helsingborg: 2011

### Individuale
- Capocannoniere campionato svedese:1

2010